# L'Arène
Pour plus de détails, voir Fiche technique et Distribution.
L'Arène (Raze) est un film d'action américain réalisé par Josh C. Waller, sorti en 2014.

## Synopsis
Une cinquantaine de femmes sont kidnappées par un couple pervers et enfermées dans un bunker. Elles doivent se battre à mort pour le plaisir d'un groupe de personnes riches et en manque de divertissement. Si elles refusent de s'entretuer ou si elles perdent, leurs proches seront tués par un sniper.

## Fiche technique
- Titre original : Raze
- Titre français : L'Arène
- Réalisation : Josh C. Waller
- Scénario : Robert Beaucage, Kenny Gage et Josh C. Waller
- Photographie : Dylan O'Brien
- Montage : Brett W. Bachman
- Musique : Frank Riggio
- Production : Josh C. Waller, Kenny Gage, Andrew Pagana, Rachel Nichols et Zoë Bell
- Distribution : IFC Midnight et Cosmic Toast Studios (USA) ; Wild Side Films (France)
- Pays de production :  États-Unis
- Langue originale : anglais
- Genre : action
- Durée : 87 minutes
- Dates de sortie :
- E.-U. : 26 avril 2013 (Festival du film de Tribeca) ; 10 janvier 2014 (sortie nationale)
- France : 26 août 2014 (directement en vidéo)

## Distribution
- Zoë Bell : Sabrina
- Rachel Nichols : Jamie
- Tracie Thoms : Teresa
- Bruce Thomas : Kurtz
- Bailey Anne Borders : Cody
- Rebecca Marshall : Phoebe
- Allene Quincy : Brenda
- Adrienne Wilkinson : Nancy
- Doug Jones : Joseph
- Sherilyn Fenn : Elizabeth
- Amy Johnston : Gloria
- Tara Macken : Dee
- Nicole Steinwedell : Isabelle
- Jordan James Smith : Adam
- Rosario Dawson : Rachel